# دومينغو إليزوندو
دومينغو إليزوندو (بالإسبانية: Domingo Elizondo) هو مستكشف إسباني، ولد في 1710، وتوفي في 1 يونيو 1783 في مدريد في إسبانيا.